# Letlhakeng
Letlhakeng es una ciudad situada en el Distrito de Kweneng, Botsuana. Se encuentra a 75 km al noroeste de Molepolole. Tiene una población de 7.229 habitantes, según el censo de 2011.